# Svart Crown
Gli Svart Crown sono un gruppo musicale blackened death metal francese, fondato nel 2004.

## Storia del gruppo
Il gruppo è stato fondato nel dicembre 2004 a Nizza da Jean-Baptiste Le Bail. Dopo un primo EP autoprodotto firmano con la Rupture Music che pubblica il primo album Ages of Decay nel 2008. Due anni dopo passano sotto contratto con la Listenable Records e con una nuova formazione, sempre guidata da Le Bail, pubblicano dapprima Witnessing the Fall e tre anni dopo Profane. In questo periodo partecipano all'Hellfest ed al festival Brutal Assault.
Nel 2013 partecipano nuovamente all'Hellfest e partono per un tour che tocca il Nord America ed il Giappone come supporto ai Septicflesh.
Nel novembre 2016 firmano con la Century Media. All'inizio del 2017 partono per gli Stati Uniti a supporto dei Marduk.
Nel marzo 2017 esce il loro quarto album, Abreaction.  Il tour successivo li porta ad esibirsi al Brutal Assault 2017.

## Formazione

### Formazione attuale
- Ludovic Vessiere - basso
- Gael Barthelemy - batteria
- Clément Flandrois - chitarra
- JB (aka Le Bail) - voce, chitarra

### Ex componenti
- Chris Ralison - chitarra
- Nico Restituito - basso
- Sean Scutcher - batteria

## Discografia

### In studio
- 2008 - Ages of Decay (Rupture Music)
- 2010 - Witnessing the Fall (Listenable Records)
- 2013 - Profane (Listenable Records)
- 2017 - Abreaction (Century Media)